# Fra Fee

Fra Fee (2016)

Francis Martin „Fra“ Fee (* 20. Mai 1987 in Dungannon, Nordirland) ist ein irischer Schauspieler und Sänger. Bekannt wurde er als „Courfeyrac“ im Film Les Misérables sowie als „Kazi“ in der Serie Hawkeye.

## Biografie
Geboren in Dungannon, ging Free an die dortige St. Patrick’s Academy und spielte zu jener Zeit schon Theater. Später studierte er an der University of Manchester und an der Royal Academy of Music, wo er 2009 seinen Abschluss machte.
Neben vielen Theaterprojekten in London und Umgebung ist er auch in vielen Filmen zu sehen.
2012 spielte er im Film Les Misérables neben Hugh Jackman, Russell Crowe und Eddie Redmayne eine Nebenrolle, die ihm viele Nominierungen und Preise einbrachte.
In der 2021 veröffentlichten Serie Hawkeye ist er in einer Hauptrolle zu sehen; synchronisiert wird er dort von Max Felder.

## Privates
Fee outete sich im Mai 2020 auf seiner Twitterseite als schwul. Er lebt mit seinem Partner Declan Bennett, einem englischen Schauspieler und Sänger, im ländlichen Oxfordshire.

## Filmografie (Auswahl)
- 2012: Les Misérables
- 2019: Animals
- 2021: Cinderella
- 2021: Hawkeye (Fernsehserie, 6 Folgen)
- 2023: Rebel Moon – Teil 1: Kind des Feuers (Rebel Moon – Part One: A Child of Fire)
- 2024: Rebel Moon – Teil 2: Die Narbenmacherin (Rebel Moon – Part Two: The Scargiver)